# Joseph Benjamin Barbenius
Barbenius József Benjamin (Brassó, 1754. szeptember 18. – Brassó, 1814. február 27.) orvos.

## Élete
Erdélyi szász származású volt, testvére Johann Samuel Barbenius. A gimnáziumot szülővárosában végezte, felsőbb tanulmányokra 1773 áprilisában Bécsbe s 1777-ben Nagyszombatba ment, ahol gyakorló orvosi oklevelet nyert. Ezután Németországba utazott, ahol az erlangeni egyetemen doktorrá avatták; ez akkoriban az osztrák tartományokban a protestánsok számára nem volt lehetséges, a kötelezően előírt esküformula miatt. 1778 végén visszatért Brassóba s pár hónap múlva Háromszék főorvosa lett. Szabadidejében a környék ásványvizeinek kémiai vizsgálatával foglalkozott, és szerepe volt ezeknek a szélesebb körű felhasználásában. 1781-től a szülővárosában folytatott orvosi praxist, 1787-ben Michael Bruckenthal hívására Fogarasszék orvosa lett. Mivel azonban felesége nem bírta az ottani éghajlatot, 1788-ban visszaköltözött Brassóba. 1813-ban a pestisjárvány kitörésekor tagja volt a városi egészségügyi bizottságnak, és a kór megfékezésén munkálkodva tüdőgyulladást kapott, amely végül halálát okozta.
Gyakorló orvosként lépést tartott kora tudományos felfedezéseivel; az új eredményeket igyekezett a gyakorlatban is hasznosítani. Szegény betegeit ingyen gyógyította, gyakran a számukra rendelt orvosságok receptjét is ő fizette ki. A Brassóban időző havasalföldi és moldvai bojárok révén ezekben az országokban is elterjedt a híre.

## Munkái
- De haemorrhoidibus vesicae in genere et in specie. Dissertatio inaug. medica. Nagyszombat, 1777.
- Chemische Untersuchungen einiger merkwürdigen Gesund- und Sauerbrunnen des Székler Stuhls Háromszék in Siebenbürgen. Nagyszeben: Hochmeister. 1792.

Kéziratban maradtak: 
- Beobachtungen über den Stand des Barometers von beinahe 30 Jahren (1813-ig),
- Medizinische Topographie vom Burzenland.